# Buskerud
La contea di Buskerud (Buskerud fylke in norvegese) è una contea norvegese situata al sud del paese. Confina con le contee di Akershus, Oslo, Innlandet, Vestland, Telemark e Vestfold. La sua capitale è Drammen. Dal 1º gennaio 2020 al 31 dicembre 2023 ha fatto parte della contea di Viken.. Dal 1º gennaio 2024 la contea di Viken è stata risuddivisa tra le tre contee di Akershus, Østfold e Buskerud.

## Informazioni generali
La contea si estende da Hurum, nell'Oslofjord, fino alle montagne dell'Hardanger e alla valle di Halling. La parte occidentale era un altopiano montuoso tagliato da valli coperte da foreste e da pascoli verdeggianti. Ad est, il rilievo forma un bacino con numerosi laghi e torrenti. Tyrifjorden e Krøderen sono i due laghi più importanti. Il Numedalslågen, terzo maggior fiume, attraversa il Buskerud per raggiungere la contea di Vestfold, dove sbocca in mare.
Lo stemma di Buskerud fu adottato nell'aprile del 1966. Presenta un orso blu il cui colore simboleggia l'industria estrattiva del cobalto e in particolare l'azienda Blaafarveværket. Lo sfondo argentato dello stemma di Buskerud rappresenta le miniere d'argento a Kongsberg.
La regione di Ringerike probabilmente costituiva una volta un piccolo regno. Nel corso del X secolo, i re Olaf I e Olaf II furono incoronati a Bønsnes, nel comune di Ringerike.
Nella valle di Numedal, a Kongsberg, si trovano delle miniere d'argento sfruttate dal XVII secolo fino al 1957. A Kongsberg si è sviluppata una industria d'armi a partire dal 1814, e vi sono ancora molte imprese ad alta tecnologia. A Modum c'era anche Blaafarveværket, un'opera di produzione di pigmenti al cobalto (Blue Color Works).
Oggi le principali attività economiche della contea sono l'agricoltura, la silvicoltura e l'energia idroelettrica, prodotta dai fiumi Begna e Rands.

## Popolazione
| Storico della popolazione | Storico della popolazione | Storico della popolazione |
| Anno                      | Pop.                      | ±%                        |
| ------------------------- | ------------------------- | ------------------------- |
| 1951                      | 156,220                   | —                         |
| 1961                      | 168,351                   | +7.8%                     |
| 1971                      | 198,852                   | +18.1%                    |
| 1981                      | 214,571                   | +7.9%                     |
| 1991                      | 225,261                   | +5.0%                     |
| 2001                      | 238,833                   | +6.0%                     |
| 2011                      | 261,110                   | +9.3%                     |
| 2021?                     | 300,142                   | +14.9%                    |
| 2031?                     | 332,808                   | +10.9%                    |
| Fonte: Statistics Norway  |                           |                           |

## Comuni
La contea è suddivisa in 18 comuni: 
1. Drammen
2. Flesberg
3. Flå
4. Gol
5. Hemsedal
6. Hol
7. Hole
8. Kongsberg
9. Krødsherad
10. Lier
11. Modum
12. Nesbyen
13. Nore og Uvdal
14. Ringerike
15. Rollag
16. Sigdal
17. Øvre Eiker
18. Ål